# Wishing I Was There
Wishing I Was There è un singolo della cantante australiana Natalie Imbruglia, pubblicato il 25 maggio 1998 come terzo estratto dal primo album in studio Left of the Middle.

## Tracce
Singolo internazionale
1. Wishing I Was There – 3:52
2. Why

## Classifiche
| Classifica (1998)         | Posizione massima |
| ------------------------- | ----------------- |
| Australia                 | 24                |
| Belgio (Fiandre)          | 55                |
| Canada                    | 5                 |
| Francia                   | 56                |
| Germania                  | 68                |
| Nuova Zelanda             | 40                |
| Paesi Bassi               | 77                |
| Regno Unito               | 19                |
| Stati Uniti (adult pop)   | 13                |
| Stati Uniti (alternative) | 26                |
| Stati Uniti (pop)         | 15                |
| Stati Uniti (radio)       | 25                |